# Litorale di Torre Astura
Litorale di Torre Astura este o arie protejată (arie specială de conservare — SAC, sit de importanță comunitară — SCI) din Italia întinsă pe o suprafață de 201 ha, integral pe uscat.

## Localizare
Centrul sitului Litorale di Torre Astura este situat la coordonatele 41°26′03″N 12°43′36″E / 41.434167°N 12.726667°E.

## Înființare
Situl Litorale di Torre Astura a fost declarat sit de importanță comunitară în iunie 1995 pentru a proteja 4 specii de animale. Situl a fost protejat și ca arie specială de conservare în octombrie 2017.

## Biodiversitate
Situată în ecoregiunea mediteraneană, aria protejată conține 8 habitate naturale: Dune mobile cu vegetație embrionară, Dune cu vegetație ierboasă Malcolmietalia, Vegetație anuală la limita mareei, Dune de pe litoral fixate cu Crucianellion maritimae, Dune împădurite cu Pinus pinea și/sau Pinus pinaster, Dune mobile de-a lungul țărmului cu Ammophila arenaria („dune albe”), Dune de coastă cu Juniperus spp., Dune cu tufărișuri sclerofile Cisto-Lavenduletalia.
La baza desemnării sitului se află mai multe specii protejate:
- păsări (2): prundăraș de sărătură (Charadrius alexandrinus),  prundaș gulerat mic (Charadrius dubius)
- nevertebrate (1): croitorul mare al stejarului (Cerambyx cerdo)
- reptile (1): șarpele cu patru dungi (Elaphe quatuorlineata)

Pe lângă speciile protejate, pe teritoriul sitului au mai fost identificate 1 specie de plante, 4 specii de nevertebrate.